# Nibykarlik
Nibykarlik (Falsistrellus) – rodzaj ssaków z podrodziny mroczków (Vespertilioninae) w obrębie rodziny mroczkowatych (Vespertilionidae).

## Rozmieszczenie geograficzne
Rodzaj obejmuje gatunki występujące endemicznie w Australii (włącznie z Tasmanią).

## Morfologia
Długość ciała (bez ogona) 55–70 mm, długość ogona 40–53 mm, długość ucha 14–19 mm, długość tylnej stopy 8,2–11,9 mm, długość przedramienia 48–54 mm; masa ciała 17–28 g.

## Systematyka
Rodzaj zdefiniował w 1943 roku australijski zoolog Ellis Le Geyt Troughton w publikacji swojego autorstwa zatytułowanej Zwierzęta futrzane z Australii. Gatunkiem typowym jest (oryginalne oznaczenie) nibykarlik tasmański (F. tasmaniensis).

### Etymologia
Falsistrellus: łac. falsus ‘fałszywy, zły, nieprawdziwy’; rodzaj Pipistrellus Kaup, 1829 (karlik).

### Podział systematyczny
Do rodzaju należą następujące gatunki:
| Grafika | Gatunek                    | Autor i rok opisu                       | Nazwa zwyczajowa     | Podgatunki         | Rozmieszczenie geograficzne                                                                                   | Podstawowe wymiary                                     | Status IUCN |
| ------- | -------------------------- | --------------------------------------- | -------------------- | ------------------ | --- | ------------------------------------------------------ | ----------- |
|         | Falsistrellus mackenziei   | D.J. Kitchener, Caputi & B. Jones, 1986 | nibykarlik leśny     | gatunek monotypowy | skrajnie południowo-zachodnia Australia Zachodnia (od okolic Perth do zachodniego krańca Wheatbelt)           | DC: 5,5–6,7 cm DO: 4–5,3 cm DP: 4,8–5,4 cm MC: 17–26 g | NT          |
|         | Falsistrellus tasmaniensis | (J. Gould, 1858)                        | nibykarlik tasmański | gatunek monotypowy | południowo-wschodni Queensland, Nowa Południowa Walia, Wiktoria i Tasmania; zakres wysokości: 0–1500 m n.p.m. | DC: 5,5–7 cm DO: 4–5,2 cm DP: 4,8–5,4 cm MC: 17–28 g   | VU          |

Kategorie IUCN:  NT  – gatunek bliski zagrożenia,  VU  – gatunek narażony.